# Paramount Network
Paramount Network est une chaîne de télévision spécialisée américaine appartenant au groupe MTV Networks, créée en 1983 sous le nom de The Nashville Network et anciennement localisée à Nashville, au Tennessee, devenue Spike de 2003 à 2018. La chaîne diffuse essentiellement des séries, films d'actions, aventures et des émissions de divertissement comme le catch. Elle diffuse aussi des émissions sur les voitures les plus perfectionnées du moment.

## Histoire

Ancien logo de la chaine

Logo de Spike jusqu'en 2018

La chaîne a été lancée le 7 mars 1983 sous le nom The Nashville Network, une chaîne sur le style de vie et la musique country, située à Nashville, Tennessee, la capitale de la musique country. Elle était alors une propriété de WSM Inc. et du Groupe W (Westinghouse). Elle a été achetée en 1987 par Gaylord Entertainment Company, qui produisait presque la totalité de la programmation, sauf pour les sports de course automobile. En 1995, la chaîne est acquise par Westinghouse Electric Company, qui à ce moment-là, venait de faire l'acquisition de CBS. Deux ans plus tard, Westinghouse fait l'acquisition de CMT, le compétiteur principal de TNN. En 1998, CBS Corporation est acquise par Viacom, qui place la chaîne sous sa division MTV Networks et la relocalise à New York, devenant simplement TNN.
En septembre 2000, Viacom décide de relancer TNN en le distançant de la musique country (ce que CMT continua de faire), et est renommée The National Network. Notamment, la WWE fait son apparition, des matchs de football, du basketball, ainsi que des rediffusions de classiques de la télé. En 2002, la chaîne se renomme The New TNN et vise un public masculin.
Au début 2003, Viacom planifiait le relancement de la chaîne sous le nom Spike TV effectif le 16 juin 2003 accompagné d'une fête de lancement se déroulant au Manoir Playboy. Trois jours avant le lancement, le producteur Spike Lee a réussi à avoir une injonction par la cour suprême de New York afin d'empêcher le changement de nom, de crainte que le public l'associe à la chaîne. La fête a quand même été diffusée sans promotion, a été éditée afin de retirer les références au nouveau logo et nom Spike. Le fils de Spike Jones, Junior, s'est ajouté à la poursuite dans le but de défendre la protection du nom de son père. La poursuite a été réglée hors cour le 8 juillet. Le changement de nom a eu lieu de 11 août 2003.
La chaîne a changé de nom pour Paramount Network à compter du 18 janvier 2018. Une série initialement développée pour la chaîne TV Land, Heathers (remake du film du même nom), a été retenue jusqu'en 2018 pour une diffusion sur Paramount Network, d'abord annoncée pour le 7 mars 2018. Le 28 février, soit deux semaines après la Fusillade de Parkland le 14 février et une semaine avant la diffusion de la série, la chaîne a décidé de remettre la série à plus tard, soit le 10 juillet 2018. Par contre le 1er juin, à la suite de la Fusillade du lycée de Santa Fe ayant eu lieu le 18 mai, la chaîne décide que la série ne sera finalement pas diffusée.
Une autre série de TV Land, Nobodies (en) a été renouvelée pour une deuxième saison qui allait être transférée sur Paramount Network. Insatisfaite des audiences après la diffusion des trois premiers épisodes, Viacom a ramené la série sur TV Land pour le reste de la saison. La série a été annulée peu après.

## Canada
La chaîne est autorisée pour distribution au Canada depuis avril 1985. Le signal distribué au Canada est identique à celui distribué aux États-Unis, à l'exception de quelques minutes de publicité nationale qui peut être remplacée par des promotions du distributeur canadien. Lorsque les droits de diffusion canadiens sur une émission ou un film n'ont pu être obtenus, un marathon d'une série originale de la chaîne remplace la programmation durant toute sa durée.
En janvier 2005, le CRTC décide de conserver la chaîne dans la liste des services autorisés pour distribution à la suite d'une plainte déposée par l'Association Canadienne des Diffuseurs (ACD) pour le compte de Canwest, qui opérait la chaîne Men TV, voulant être l'unique chaîne spécialisée pour hommes.
Depuis le lancement de Paramount Network, ses séries originales ne sont inexplicablement pas diffusées sur la version de la chaîne distribuée au Canada.
Dès 2022, les câlodistributeurs canadiens ont retiré la chaîne à l'échéance de leur contrat respectif avec la chaîne. Elle fut retirée chez tous les distributeurs canadiens le 31 décembre 2023.

## Programmation originale
- Waco[15] (mini-série, 6 épisodes, du 24 janvier[16] au 28 février 2018)
- Nobodies (en) (saison 1 sur TV Land, 3 épisodes de la saison 2 sur Paramount[10] les 29 mars et 5 avril 2018)[17]
- American Woman (en)[18] (comédie, 11 épisodes, 2018)[19]
- Yellowstone[20] (drame, depuis le 20 juin 2018)[21]
- Heathers (version censurée, neuf épisodes sur dix, du 25 au 29 octobre 2018)[22]
- 68 Whiskey (en)[23] (militaire, 2020)[24]

## Ancienne programmation (Spike)

### Séries originales
- 1000 Ways to Die (2008–2012)
- 1000 Ways to Lie (en) (2010)
- Blade (2006)
- Blue Mountain State (2010–2011)
- Factory (en) (2008)
- Invasion Iowa (en) (2005)
- Jesse James is a Dead Man (no) (2009)
- Kill Point : Dans la ligne de mire (The Kill Point) (2007)
- Manswers (en) (2007–2011)
- The Mist (basée sur la nouvelle Brume de Stephen King, 2017)
- The Playbook (en) (2005)
- Players (en) (2010)
- Les Chroniques de Shannara (The Shannara Chronicles) (saison 1 (2016) sur MTV, saison 2 (2017) sur Spike)
- Toutânkhamon : Le Pharaon maudit (Tut) (2015)
- Les Enquêtes extraordinaires (Unsolved Mysteries) (2008–2010)

### Séries animées
- Afro Samurai (2007)
- Gary the Rat (en) (2003)
- Ren & Stimpy "Adult Party Cartoon" (2003)
- Stripperella (en) (2003–2004)

### Téléréalité et jeux
- 4th and Long (2009)
- Bar Rescue (en) (2011–en cours)
- Bullrun (en) (2007–2010)
- Catch a Contractor (en) (2014–2015)
- Coal (2011)
- Deadliest Warrior (2009–2011)
- Disorderly Conduct: Video on Patrol (2006–2009)
- Ink Master (2012–en cours)
- Jail (en) (2007 sur MyNetworkTV, 2015 sur Spike)
- The Joe Schmo Show (en) (2003–2004)
- Lip Sync Battle (en) (2015–en cours)
- MXC (Takeshi's Castle)
- Ride with Funkmaster Flex

### Sports
- Bellator MMA
- ECW on TNN
- Impact Wrestling
- Total Nonstop Action Wrestling
- WWE Raw
- WWE Heat
- WWE Superstars
- The WWE Experience
- XFL

## Identité visuelle (logo)

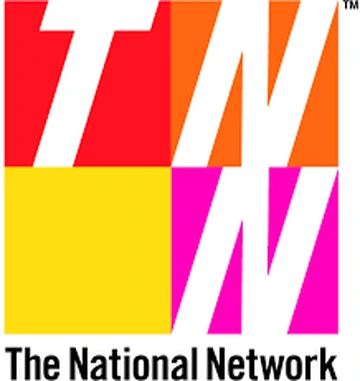
2003-2006
2006-2015
2015-2018